# بخش اوتون
بخش اوتون (به فرانسوی: Arrondissement d'Autun) یک بخش در فرانسه است که در سون-ا-لوآر واقع شده‌است.